# Rytidosperma pilosum
Rytidosperma pilosum är en gräsart som först beskrevs av Robert Brown, och fick sitt nu gällande namn av Henry Eamonn Connor och Elizabeth Edgar. Rytidosperma pilosum ingår i släktet kängurugräs (släktet), och familjen gräs. Inga underarter finns listade i Catalogue of Life.

## Bildgalleri

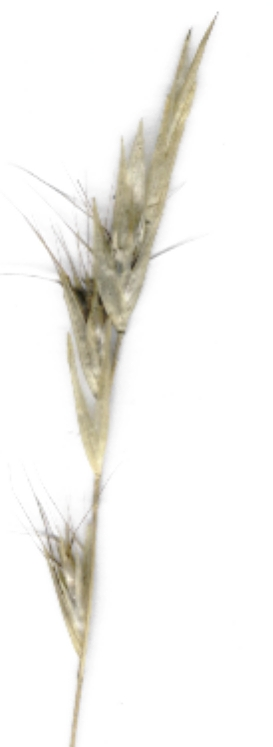
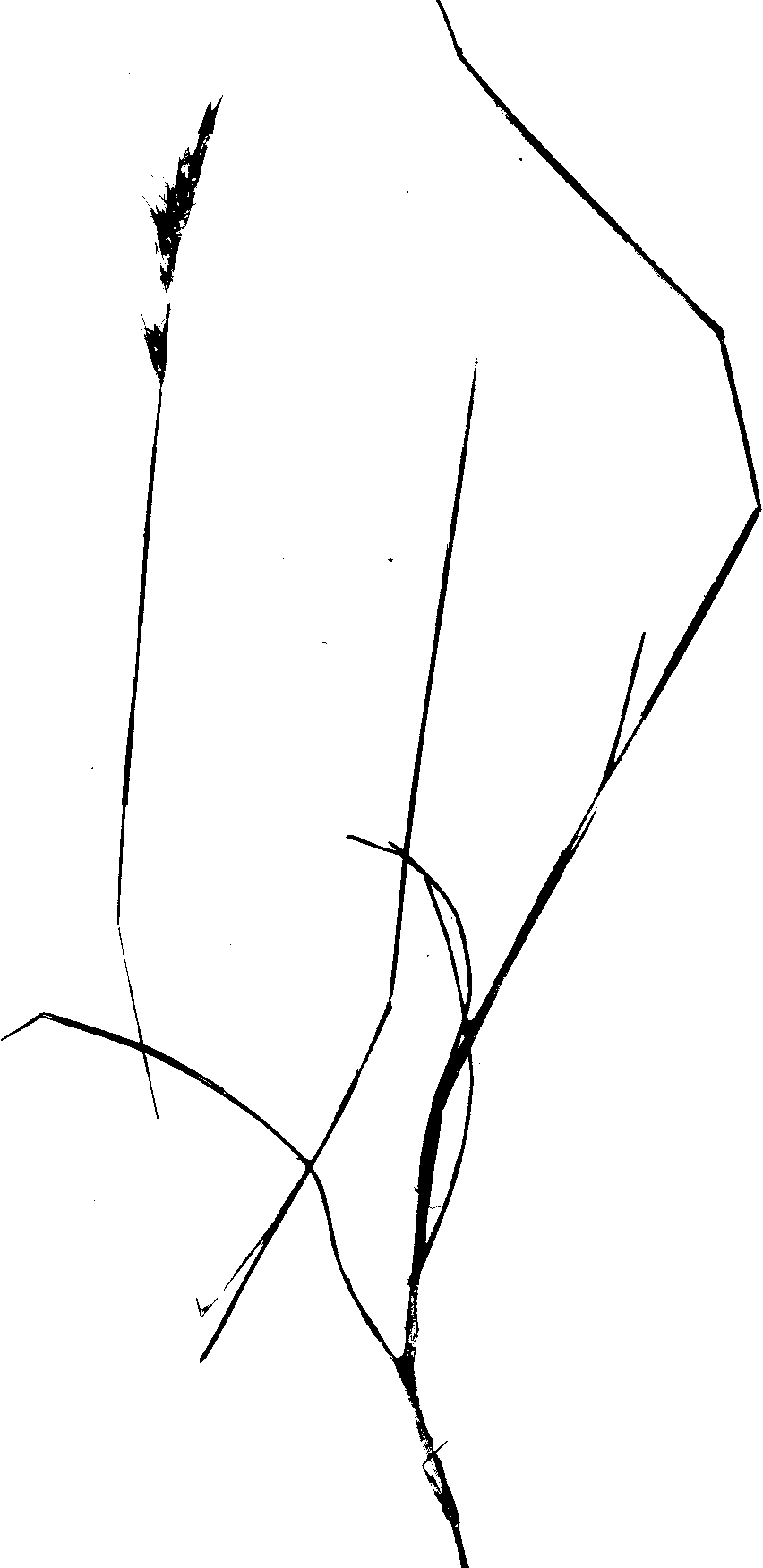
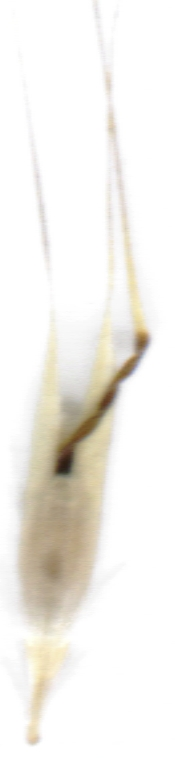
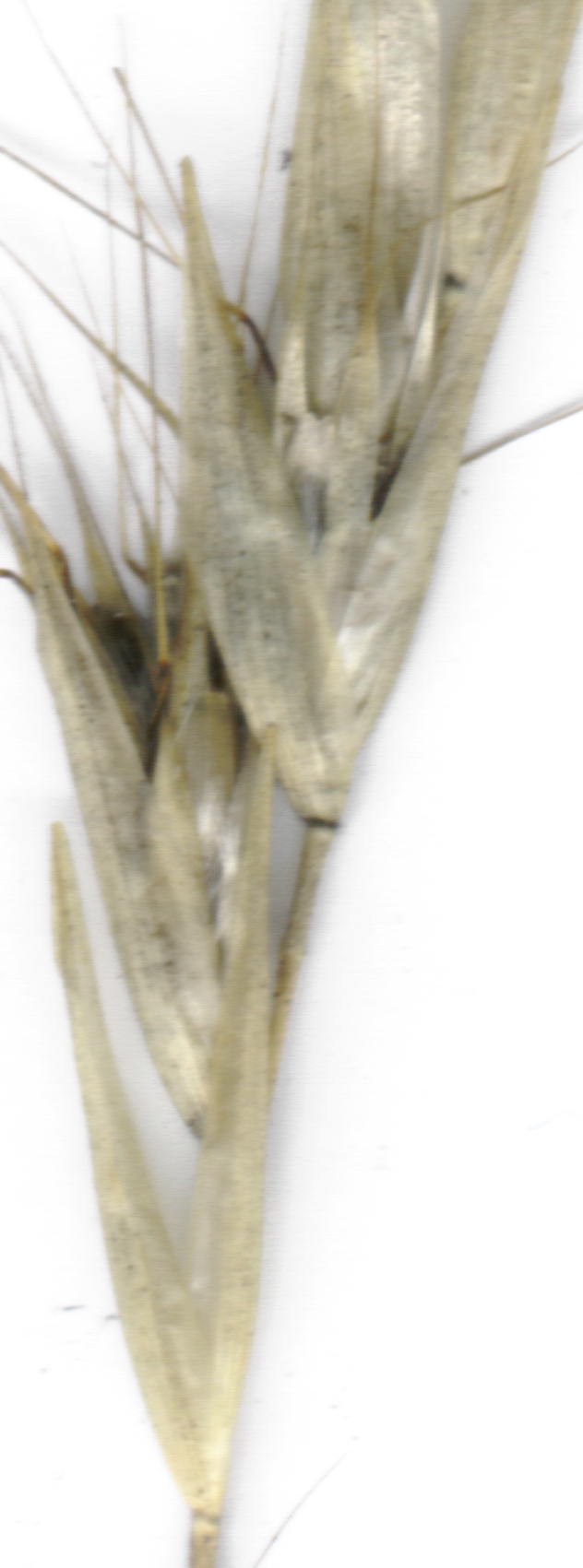